# Saison 2016-2017 du Stade montois rugby
Cette page présente la saison 2016-2017 du Stade montois rugby en Pro D2.

## Entraîneurs
- Christophe Laussucq : Entraineur des arrières
- David Auradou : Entraineur des avants

## La saison
Budget
Récit

## Effectif 2016-2017
| Nom                   | Poste     | Naissance         | Nationalité sportive | Sélections | Dernier club           | Arrivée au club (année) |
| --------------------- | --------- | ----------------- | -------------------- | ---------- | ---------------------- | ----------------------- |
| Christophe David      | Pilier    | 31 juillet 1991   | France               |            | USA Perpignan          | 2016                    |
| Julian Fiorini        | Pilier    | 26 mai 1982       | France               | -          | Aviron bayonnais       | 2009                    |
| Jeronimo Negrotto     | Pilier    | 3 octobre 1988    | France               |            | Tarbes PR              | 2016                    |
| Rémi Hugues           | Pilier    | 19 avril 1986     | France               | -          | FC Grenoble            | 2015                    |
| Régis Rameau          | Pilier    | 30 juin 1981      | France               | -          | RC Massy               | 2013                    |
| Carlos Muzzio         | Pilier    | 21 août 1984      | Argentine            | -          | Tarbes PR              | 2014                    |
| Théo Castinel         | Pilier    | 18 avril 1994     | France               |            | Formé au club          | 2014                    |
| Sébastien Ormaechea   | Pilier    | 1er juillet 1983  | France               | -          | Limoges rugby          | 2007                    |
| Maxime Mermoz         | Pilier    | 3 juillet 1995    | France               |            | ASVEL                  | 2016                    |
| Paul Ngauamo          | Talonneur | 19 février 1990   | Tonga                | -          | US Oyonnax             | 2015                    |
| Cyriel Blanchard      | Talonneur | 3 juin 1984       | France               | -          | Formé au club          | 2005                    |
| Joan Caudullo         | Talonneur | 5 janvier 1982    | France               | -          | Montpellier HR         | 2012                    |
| Thibaud Rey           | 2e ligne  | 20 juin 1992      | France               | -          | FC Grenoble            | 2015                    |
| Philip du Preez (en)  | 2e ligne  | 1er août 1993     | Afrique du Sud       |            | Eastern Province Kings | 2016                    |
| Schalk Oelofse (en)   | 2e ligne  | 2 novembre 1988   | Afrique du Sud       |            | Southern Kings         | 2016                    |
| Tony Lanauve          | 2e ligne  | 26 janvier 1995   | France               |            | Section paloise        | 2016                    |
| Julien Tastet         | 3e ligne  | 27 janvier 1987   | France               | -          | Formé au club          | 2006                    |
| Yann Brethous         | 3e ligne  | 27 mai 1989       | France               | -          | Formé au club          | 2007                    |
| Bastien Berenguel     | 3e ligne  | 27 mai 1989       | France               | -          | Formé au club          | 2007                    |
| Nicolas Garrault      | 3e ligne  | 15 juin 1991      | France               |            | Tarbes PR              | 2016                    |
| Dan Malafosse         | 3e ligne  | 14 janvier 1992   | France               |            | Soyaux Angoulême XV    | 2016                    |
| Haisini Taulanga      | 3e ligne  | 4 mars 1985       | Tonga                | -          | FC Lourdes             | 2010                    |
| Charles Malet         | 3e ligne  | 11 septembre 1990 | France               | -          | Lyon OU                | 2015                    |
| Beka Gorgadze         | 3e ligne  | 8 février 1996    | France               | -          | Lyon OU                | 2015                    |
| Agustín Ormaechea     | Mêlée     | 8 mars 1991       | Uruguay              | -          | Carrasco Polo Club     | 2013                    |
| Mathieu Billou        | Mêlée     | 17 mai 1993       | France               | -          | AS Béziers             | 2015                    |
| Christophe Loustalot  | Mêlée     | 7 avril 1992      | France               |            | FC Grenoble            | 2016                    |
| Clément Otazo         | Ouverture | 3 mai 1992        | France               | -          | Aviron bayonnais       | 2015                    |
| Matthew James         | Ouverture | 16 juillet 1986   | Nouvelle-Zélande     | -          | USO Nevers             | 2014                    |
| Sylvain Mirande       | Centre    | 30 juin 1984      | France               | -          | US Dax                 | 2013                    |
| Dorian Laborde        | Centre    | 30 décembre 1996  | France               | -          | Formé au club          | 2015                    |
| Danré Gerber          | Centre    | 20 décembre 1988  | Afrique du Sud       |            | AS Béziers             | 2016                    |
| Saimoni Nabaro        | Centre    | 5 juin 1990       | Fidji                |            | Fidji Warriors         | 2016                    |
| Baptiste Chedal-Bornu | Centre    | 7 mai 1982        | France               | -          | Limoges rugby          | 2007                    |
| Savenaca Tokula       | Centre    | 15 juin 1985      | Fidji                | -          | Stade aurillacois      | 2015                    |
| Julien Cabannes       | Ailier    | 9 janvier 1990    | France               | -          | Formé au club          | 2007                    |
| Vilikisa Salawa       | Ailier    | 20 octobre 1991   | Fidji                | -          | Formé au club          | 2013                    |
| Ropate Ratu           | Ailier    | 1er mai 1985      | Fidji                | -          | Stade aurillacois      | 2015                    |
| Nacani Wakaya         | Ailier    | 25 juin 1991      | Fidji                |            | Fidji Warriors         | 2016                    |
| Julien Charbonnel     | Ailier    | 12 avril 1995     | France               |            | ASM Clermont           | 2016                    |
| Yoann Laousse Azpiazu | Arrière   | 20 août 1991      | France               | -          | US Dax                 | 2015                    |
| Paul Couet-Lannes     | Arrière   | 12 mars 1991      | France               |            | Biarritz olympique     | 2016                    |

## Calendrier et résultats

### Matchs amicaux
- Stade Montois - Section paloise :  21-29
- US Dax - Stade Montois :  35-31

### Pro D2
| - USA Perpignan - Stade montois : 19-16 - Stade montois - US Dax : 33-29 - Stade montois - CS Bourgoin-Jallieu : 12-6 - US Montauban - Stade montois : 22-18 - Stade montois - SU Agen : 21-23 - Colomiers rugby - Stade montois : 33-28 - Stade montois - SC Albi : 32-12 - RC Narbonne - Stade montois : 35-14 - Stade montois - US Carcassonne : 28-20 - AS Béziers - Stade montois : 9-17 - Stade montois - Soyaux Angoulême XV : 16-10 - Biarritz olympique - Stade montois : 26-22 - Stade aurillacois - Stade montois : 25-21 - Stade montois - US Oyonnax : 22-21 - RC Vannes -Stade montois : 13-26 | - Stade montois - USA Perpignan : 21-10 - US Dax - Stade montois : 17-13 - CS Bourgoin-Jallieu - Stade montois : 14-56 - Stade montois - US Montauban : 34-16 - SU Agen - Stade montois : 29-15 - Stade montois - Colomiers rugby : 28-18 - SC Albi - Stade montois : 25-30 - Stade montois - RC Narbonne : 37-6 - US Carcassonne - Stade montois : 25-22 - Stade montois - AS Béziers : 15-9 - Soyaux Angoulême XV - Stade montois : 30-20 - Stade montois - Biarritz olympique : 35-40 - Stade montois - Stade aurillacois : 43-25 - US Oyonnax - Stade montois : 18-10 - Stade montois - RC Vannes : 33-3 |

| Rang | Club                    | J  | V  | N | D  | Bo | Bd | Pm  | Pe  | Diff | Pts |
| ---- | ----------------------- | -- | -- | - | -- | -- | -- | --- | --- | ---- | --- |
| 1    | Oyonnax Rugby (R)       | 30 | 19 | 0 | 11 | 7  | 7  | 790 | 637 | +153 | 90  |
| 2    | SU Agen (R)             | 30 | 18 | 2 | 10 | 5  | 6  | 780 | 624 | +156 | 87  |
| 3    | US Montauban            | 30 | 19 | 0 | 11 | 6  | 4  | 726 | 533 | +193 | 86  |
| 4    | Stade montois           | 30 | 17 | 0 | 13 | 6  | 9  | 738 | 588 | +150 | 83  |
| 5    | Biarritz olympique      | 30 | 18 | 0 | 12 | 5  | 4  | 730 | 637 | +93  | 81  |
| 6    | USA Perpignan           | 30 | 16 | 1 | 13 | 9  | 4  | 744 | 589 | +155 | 79  |
| 7    | Colomiers Rugby         | 30 | 17 | 1 | 12 | 5  | 3  | 760 | 593 | +167 | 78  |
| 8    | Stade aurillacois       | 30 | 15 | 0 | 15 | 5  | 5  | 689 | 712 | -23  | 70  |
| 9    | US Carcassonne          | 30 | 14 | 1 | 15 | 3  | 3  | 648 | 642 | +6   | 64  |
| 10   | AS Béziers              | 30 | 13 | 0 | 17 | 7  | 4  | 694 | 667 | +27  | 63  |
| 11   | RC Vannes (P)           | 30 | 12 | 2 | 16 | 2  | 7  | 659 | 735 | -76  | 61  |
| 12   | RC Narbonne             | 30 | 14 | 1 | 15 | 3  | 0  | 616 | 746 | -130 | 61  |
| 13   | Soyaux Angoulême XV (P) | 30 | 13 | 1 | 16 | 2  | 5  | 565 | 686 | -121 | 61  |
| 14   | US Dax                  | 30 | 13 | 0 | 17 | 1  | 6  | 647 | 845 | -198 | 59  |
| 15   | SC Albi                 | 30 | 12 | 2 | 16 | 1  | 4  | 641 | 781 | -140 | 57  |
| 16   | CS Bourgoin-Jallieu     | 30 | 4  | 1 | 25 | 1  | 6  | 452 | 864 | -412 | 17¹ |

### Barrages d'accession en Top 14
|  | Demi-finales                                 | Demi-finales                              |             |    | Finale                                             | Finale                                             |
|  | Demi-finales                                 | Demi-finales                              |             |    | Finale                                             | Finale                                             |
|  |                                              |                                           |             |    |                                                    |                                                    |
|  | 14 mai 2017 14h15 au stade Armandie, Agen    | 14 mai 2017 14h15 au stade Armandie, Agen |             |    | 21 mai 2017 15h15 au stade Chaban-Delmas, Bordeaux | 21 mai 2017 15h15 au stade Chaban-Delmas, Bordeaux |
|  | 14 mai 2017 14h15 au stade Armandie, Agen    | 14 mai 2017 14h15 au stade Armandie, Agen |             |    | 21 mai 2017 15h15 au stade Chaban-Delmas, Bordeaux | 21 mai 2017 15h15 au stade Chaban-Delmas, Bordeaux |
|  | [2] SU Agen                                  | 26                                        |             |    | 21 mai 2017 15h15 au stade Chaban-Delmas, Bordeaux | 21 mai 2017 15h15 au stade Chaban-Delmas, Bordeaux |
|  | [2] SU Agen                                  | 26                                        |             |    | 21 mai 2017 15h15 au stade Chaban-Delmas, Bordeaux | 21 mai 2017 15h15 au stade Chaban-Delmas, Bordeaux |
|  | [5] Biarritz olympique                       | 14                                        |             |    | 21 mai 2017 15h15 au stade Chaban-Delmas, Bordeaux | 21 mai 2017 15h15 au stade Chaban-Delmas, Bordeaux |
|  | [5] Biarritz olympique                       | 14                                        | [2] SU Agen | 41 |                                                    |                                                    |
|  | 13 mai 2017 21h00 au stade Sapiac, Montauban |                                           | [2] SU Agen | 41 |                                                    |                                                    |
|  |                                              | [3] US Montauban                          | 20          |    |                                                    |                                                    |
|  | [3] US Montauban                             | [3] US Montauban                          | 20          | 24 |                                                    |                                                    |
|  | [3] US Montauban                             |                                           |             | 24 |                                                    |                                                    |
|  | [4] Stade montois                            | 13                                        |             |    |                                                    |                                                    |
|  | [4] Stade montois                            | 13                                        |             |    |                                                    |                                                    |

## Statistiques

### Statistiques collectives
Attaque
Défense

### Statistiques individuelles
Meilleur réalisateur
1. Matthew James : 211 points (42 pénalités, 1 drop, 26 transformations, 6 essais)
2. Danré Gerber : 184 points (47 pénalités, 1 drop, 15 transformations, 2 essais)

Meilleur buteur
1. Matthew James : 181 points (42 pénalités, 1 drop, 26 transformations)
2. Danré Gerber : 174 points (47 pénalités, 1 drop, 15 transformations)

Meilleur marqueur
Joueurs les plus sanctionnés
- Régis Rameau : 2 (1 carton jaune, 1 carton rouge)